# Antoni Dalmau i Ribalta
Antoni Dalmau i Ribalta (Igualada, Provincia de Barcelona, 13 de marzo de 1951-ibídem, 5 de enero de 2022) fue un escritor y político socialista español. Militó en el PSC hasta 2013 y en los últimos años se había acercado a ERC.
Fue presidente de la Diputación Provincial de Barcelona (1982-1987) y vicepresidente del Parlamento de Cataluña (1988-1995). Presidió la Fundación Teatre Lliure-Teatre Públic de Barcelona, fue profesor de la facultad de Ciencias de la Comunicación (Blanquerna) de la Universidad Ramon Llull, además de ser traductor y colaborador regular de diversos medios de comunicación, director de la Revista d'Igualada y autor de más de 20 libros, entre los cuales siete novelas. Afiliado al PSC, en agosto de 2013 abandonó la militancia.

## Trayectoria personal y política
Nacido en Igualada, España, es uno de los ocho hijos del político y escritor Antoni Dalmau i Jover. Fue miembro del escultismo. Licenciado en Derecho por la Universidad de Barcelona en 1972, profesor de catalán y abogado en ejercicio hasta 1982. Afiliado a Convergència Socialista de Catalunya en 1975, perteneció 14 años a la comisión ejecutiva nacional del PSC (1978-1992). Fue concejal del Ayuntamiento de Igualada (1979-1983 y 1987-1991) y concejal del Ayuntamiento de Barcelona (1983-1987). Fue elegido diputado de la Diputación Provincial de Barcelona a las Elecciones al Parlamento de Cataluña de 1980 por el Partit dels Socialistes de Catalunya (PSC) en el partido judicial de Igualada, y renovó el cargo en las elecciones de 1983.
En 1982 sucedió a Francesc Martí i Jusmet como presidente de la Diputación de Barcelona, hasta 1987, cuando le sucedió Manuel Royes. Fue diputado al Parlamento de Cataluña (1988-1999), vicepresidente de esa cámara (1988-1995) y presidente de la Comisión de Política Cultural (1995-1999).
En su faceta de escritor, publicó diversas novelas y ensayos políticos y destacó como especialista en la historia del catarismo, en el estudio del obrerismo y la violencia social en el cambio de siglo XIX-XX y también de la Guerra Civil Española. También tradujo numerosos libros, utilizando en algunos casos el pseudónimo Albert Vilardell.
Colaboró habitualmente en diversos medios de comunicación (El Punt Avui, El Periódico de Catalunya, Regió 7, Catalunya Ràdio, Anoiadiari.cat, RAC1 y TV3). Fue fundador y director de la Revista d'Igualada y profesor de la facultad de Ciencias de la Comunicación, Blanquerna, de la Universidad Ramon Llull.
Presidió la Fundación Teatre Lliure-Teatre Públic de Barcelona, durante 25 años (1988-2013), y perteneció a las juntas de diversas entidades culturales (Orfeón Catalán, Fundació Centre Internacional de Música Antiga, Fundación Pau Casals, Sociedad Catalana de Estudios Históricos, filial del Instituto de Estudios Catalanes).

## Premios y reconocimientos
- Medalla de la Ciudad de Igualada (2004)
- Premio al Compromiso Cultural de Òmnium Cultural de l'Anoia (2015)
- Premio Néstor Luján de novela histórica

## Obras publicadas

### Novelas
- El testament de l'últim càtar. Columna, 2006
- Primavera d'hivern, Premi Fiter i Rossell 2004. Columna, 2005
- L'amor de lluny. Columna, 2001
- Naufragis quotidians, Conjuntamente con Anna Vila i Badia. Columna, 1999
- Terra d'oblit. El vell camí dels càtars. I Premio Nèstor Luján de novela histórica. Columna, 1997 (14 ediciones).
- Capsa de records. Columna, 1995
- El cor de l'espiral. Diari íntim d'un conseller d'Agricultura. Columna, 1994

### Ensayos políticos
- Cartes a un jove polític. Què pots fer pel teu país. Columna, 2000
- Materials d'obra. Edicions 62, 1987

### Estudios históricos
- El anarquismo en Barcelona : en el umbral del siglo XX. Ajuntament de Barcelona, Editorial Base, 2022.
- Pecats capitals de la història de Catalunya. Avarícia. Columna, 2015.
- Pecats capitals de la història de Catalunya. Luxúria. Columna, 2015.
- Per la causa dels humils. Una biografia de Tarrida del Mármol (1861-1915). Publicacions de l'Abadia de Montserrat, 2015.
- La Guerra Civil i el primer franquisme a l'Anoia. Els protagonistes. Premio Gumersind Bisbal i Gutsems 2013. Ajuntament de la Pobla de Claramunt, 2014.
- El procés de Montjuïc. Barcelona al final del siglo. (s. XIX). Premi Agustí Duran i Sanpere d'història de Barcelona, 2010. Ajuntament / Ed. Base, 2010.
- Set dies de fúria. Barcelona i la Setmana Tràgica (juliol de 1909). Columna - Destino, 2009.
- El cas Rull. Viure del terror a la Ciutat de les Bombes (1901-1908). Columna, 2008.
- Petita història d'Enric Prat de la Riba. Ilustraciones de Pilarín Bayés, Mediterrània, 2007.
- Els càtars. UOC, 2005.
- Una escapada al país dels càtars. Guia de viatge. Columna, 2002.
- Pels camins de la història d'Igualada. Ilustraciones de Carme Solé i Vendrell. Premio Crítica Serra d'Or de Literatura Infantil i Juvenil. Abadia de Montserrat, 1985.

### Tradiciones y costumbres
- Jocs, cançons i costums que no hem de perdre. Ilustraciones de Núria Giralt. Columna, 2008.
- Les festes tradicionals que no hem de perdre Ilustraciones de Núria Giralt. Columna, 2005.

### Participación en obras colectivas
- Per què els catalans diem no a la guerra. No en el nostre nom (artículo: “Contra (el germen de) la guerra”). Columna, 2003.
- Mudances / Mudanzas (conte titulat: “Una casa austera i senzilla”). Columna / Bronce, 1999.

### Traducciones
Traductor de diversos autores: Marcel Durliat, Christian Jacq, Henri Troyat, Amélie Nothomb, Zoé Oldenbourg, Alice Ferney, Pierrette Fleutiaux, Bénédicte et Patrice des Mazery, Stieg Larsson, Stephen W. Hawking, la serie de Els Barrufets…).